# Marko Rapo
Marko Rapo, hrvaški general, * 20. oktober 1919, † avgust 1991.

## Življenjepis
Leta 1942 je vstopil v NOVJ in KPJ. Med vojno je bil poveljnik več enot.
Po vojni je bil poveljnik brigade, namestnik poveljnika divizije, poveljnik Gardne brigade, adjutant predsednika republike,...